# Episodi di The Lion Guard (terza stagione)
La terza e ultima stagione della serie televisiva The Lion Guard è stata trasmessa negli USA a partire dal 3 agosto 2019 al 3 novembre 2019 sul canale Disney Junior, in precedenza tutti gli episodi erano stati pubblicati su DisneyNow il 2 settembre 2019. In Italia, dal 25 novembre al 6 dicembre 2019 lo speciale e gli episodi 1-9, mentre la seconda parte della stagione (ep.10-18) è stata caricata su Disney+ nel dicembre 2024. 
Il 15 marzo 2017 è stato annunciato che The Lion Guard sarebbe stato rinnovato per una terza stagione. Ford Riley ha confermato che la stagione 3 avrebbe avuto uno speciale di apertura doppia più 18 episodi. Ha anche confermato che avrebbe rivelato la posizione di Kion durante gli eventi de Il regno di Simba. Kion stesso e i suoi amici della Guardia del Leone sono cresciuti nella terza stagione, ora diventando adolescenti e con alterazioni nel design per evidenziarlo: tutti sono più alti, Kion ha una cicatrice sull'occhio sinistro, come il suo prozio Scar, le macchie sulle zampe, pur sempre visibili sono leggermente sbiadite e la sua criniera rossa è leggermente più sviluppata, passando da un ciuffo a una cresta, la pelliccia bianca di Banga è più lunga, le macchie di Fuli sono alterate e lei e Kion sono più grossi e snelli, Ono è ora alto come Banga invece di arrivargli solo alla spalla e il ciuffo di peli di Beshte è più ampio e iniziano a svilupparsi piccoli ciuffi di baffi, simili al padre Basi,e metà dei personaggi cattivi decidono di diventare buoni. Il 19 luglio 2019, è stato confermato che la terza stagione sarebbe stata l'ultima, con il completamento della produzione.
| nº       | Titolo originale           | Titolo italiano                                      | Prima TV USA      | Prima TV Italia  |
| -------- | -------------------------- | ---------------------------------------------------- | ----------------- | ---------------- |
| Speciale | Battle for the Pride Lands | La battaglia per le Terre del Branco (prima parte)   | 3 agosto 2019     | 25 novembre 2019 |
| Speciale | Battle for the Pride Lands | La battaglia per le Terre del Branco (seconda parte) | 3 agosto 2019     | 25 novembre 2019 |
| 1        | The Harmattan              | L'armattano                                          | 7 settembre 2019  | 26 novembre 2019 |
| 2        | The Accidental Avalanche   | Trappola nella neve                                  | 8 settembre 2019  | 27 novembre 2019 |
| 3        | Ghost of the Mountain      | Il Fantasma della Montagna                           | 14 settembre 2019 | 28 novembre 2019 |
| 4        | Marsh of Mystery           | La palude del mistero                                | 15 settembre 2019 | 29 novembre 2019 |
| 5        | Dragon Island              | L'isola dei draghi                                   | 21 settembre 2019 | 2 dicembre 2019  |
| 6        | Journey of Memories        | Viaggio nei ricordi                                  | 22 settembre 2019 | 3 dicembre 2019  |
| 7        | The Race to Tuliza         | Una corsa per la Tuliza                              | 28 settembre 2019 | 4 dicembre 2019  |
| 8        | Mama Binturong             | Mama Binturong                                       | 29 settembre 2019 | 5 dicembre 2019  |
| 9        | Friends to the End         | Amici fino all'ultimo                                | 5 ottobre 2019    | 6 dicembre 2019  |
| 10       | The Tree of Life           | L'albero della vita                                  | 6 ottobre 2019    | 11 dicembre 2024 |
| 11       | The River of Patience      | Il fiume della pazienza                              | 12 ottobre 2019   | 11 dicembre 2024 |
| 12       | Little Old Ginterbong      | La piccola, vecchia Ginterbong                       | 13 ottobre 2019   | 11 dicembre 2024 |
| 13       | Poa The Destroyer          | Poa il distruttore                                   | 19 ottobre 2019   | 25 dicembre 2024 |
| 14       | Long Live the Queen        | Lunga vita alla regina                               | 20 ottobre 2019   | 25 dicembre 2024 |
| 15       | The Lake of Reflection     | Il lago della riflessione                            | 26 ottobre 2019   | 25 dicembre 2024 |
| 16       | Triumph of the Roar        | Il trionfo del ruggito                               | 27 ottobre 2019   | 25 dicembre 2024 |
| 17       | Journey to the Pridelands  | Viaggio nelle terre del branco                       | 2 novembre 2019   | 25 dicembre 2024 |
| 18       | Return to the Pridelands   | Ritorno alle terre del branco/Il re                  | 3 novembre 2019   | 25 dicembre 2024 |

## Speciale: La battaglia per le Terre del Branco (prima e seconda parte)
Prima parte
Kion e la Guardia del Leone continuano a difendere le Terre del Branco da Scar e dal suo esercito usando l'alberello di baobab piantato da Makini come simbolo di speranza. Molti mesi dopo gli eventi della stagione secca, Kion e i suoi amici sono cresciuti e diventati adolescenti, e il Ruggito degli Antenati è diventato più forte. Simba suggerisce di affrontare la battaglia con Scar nelle Terre di Nessuno per aumentare ulteriormente le loro possibilità di vittoria e affidando il ruolo di capo a suo figlio, dicendogli che gli aveva chiesto di farlo perché si fida di lui. Nel frattempo, Janja, che inizia a provare sentimenti per Jasiri, si trova a chiedersi se lui e il suo clan di iene debbano stare con Scar oppure no, dal momento che non emergono mai vittoriosi. Quella notte, Kion, preoccupato e insicuro sul poter sconfiggere Scar, chiede consiglio al nonno Mufasa, che come Simba, esprime la sua fiducia nel nipote, suggerendogli di non combattere il fuoco col fuoco. La Guardia del Leone raccoglie tutti i loro alleati e il clan di Janja viene inviato per distrarli. All'insaputa di Janja, tuttavia, Scar ha inviato lo stormo di Mzingo a incendiare la Rupe dei Re per far fuori il suo clan, la famiglia reale e la Guardia. Mentre Janja fugge per cercare l'aiuto di Jasiri, la Guardia del Leone fugge attraverso un tunnel sottomarino nella tana, insieme alle iene.
Canzoni:
1)"Le Terre del Branco"
2)"Sisi nisawa tu sei come me" cantata da Janja e Jasiri
3)"Questo accadrà" cantata dalla Guardia del Leone
Seconda parte
Janja, rendendosi conto che Scar non si preoccupa né di lui o né del suo clan, racconta a Kion il presunto modo di sconfiggere definitivamente Scar, usando il Ruggito a piena potenza all'interno del vulcano. Sconosciuto a Janja e agli abitanti delle Terre del Branco, questo è in realtà parte del piano di Scar per ingannare Kion e far eruttare il vulcano, distruggendo le Terre del Branco. Scar racconta così ad Ushari da come ebbe la cicatrice, causata da un cobra alleato con uno strano leone, fino alla sua morte. Il mattino seguente, l'esercito delle Terre del Branco si lancia nella battaglia contro l'esercito di Scar, formato ora da Reirei e gli sciacalli, Mzingo e gli avvoltoi e Kiburi e i coccodrilli, permettendo alla Guardia del Leone di raggiungere la cima del vulcano. Una volta raggiunta la cima, Ushari morde Kion in faccia, lasciandogli anche una cicatrice sull'occhio sinistro. Nonostante Scar insista sul fatto che ora siano uguali, Kion ripensa al consiglio di suo nonno di non usare la stessa strategia di Scar e perdona il suo prozio, evocando i Grandi Leoni del passato e lasciando il giudizio a loro, che fanno piovere e sconfiggono Scar. Scar urla che il Ruggito è una maledizione prima di sparire. Ushari tenta di attaccare di nuovo Kion, ma viene buttato nella buca di lava da Banga e viene ucciso. Ono subisce danni agli occhi salvando Banga a causa dell'esposizione ai gas del vulcano, rendendo la sua visuale sfocata. Con Scar andato, Janja decide che Jasiri dovrebbe assumere il controllo delle Terre di Nessuno, che accetta. Kion, nel frattempo, scopre che è stato maledetto, poiché la cicatrice, unita al veleno nel suo corpo gli fa perdere il controllo del suo ruggito, facendolo ruggire senza volerlo contro Banga. Di ritorno alla Rupe dei Re, Rafiki ordina a Kion di mangiare i fiori di Tuliza quando la sua cicatrice lo irrita, ma lo avverte che se il veleno di Ushari rimane dentro il suo corpo per troppo tempo, sarà incapace di distinguere bene e male e cederà al male, poi deduce che le ferite di Kion e Ono possono essere curate dall'Albero della Vita, un posto lontano dove gli animali feriti o malati vanno a guarire. Rafiki dice loro che devono seguire i dipinti sulle pietre moja kwa moja per trovare la loro strada per l'Albero. A causa del danno oculare di Ono, Kion nomina Anga come il nuovo membro dalla vista più acuta e crea per Ono un nuovo ruolo: il più intelligente, creando così una Guardia del Leone con sei membri. Prima della partenza, Kion, che spera di tornare in tempo per assistere alla prima caccia in solitaria di Kiara, chiede alla sorella di tenere Tiifu e Zuri lontane dai guai in sua assenza, mentre Thurston e le sue zebre proteggeranno il Cerchio della Vita. Con Ono che ha memorizzato ciascuno dei punti di riferimento, la Guardia del Leone inizia il viaggio verso l'Albero della Vita, con Makini che si unisce a loro.
Canzone: "Ottenni il nome mio/Quando distrussi la Guardia" cantata da Scar

## L'armattano
Viaggiando attraverso le Terre Attigue, la Guardia incontra Makucha e il suo branco dei leopardi. Quando un armattano colpisce, si rifugiano tutti in una grotta. Makucha decide con riluttanza di mostrare alla Guardia la via d'uscita dal suo territorio. Dopo aver sentito parlare Makini sull'Albero della Vita e di tutti gli animali rari lì presenti, Makucha decide di andarci per banchettare con tutti loro. Il primo piano di Makucha di guidare la Guardia a una scogliera e costringere Makini a portarlo, viene sventato dall'intelligenza di Ono. Quindi Makucha decide quindi di seguire segretamente la Guardia durante tutto il loro viaggio verso l'Albero della Vita.
Canzone: "L'Albero della Vita", cantata da Makucha.

## Trappola nella neve
Quando Kion perde il controllo del Ruggito su una montagna innevata, il monte Manzilla inizia una valanga che distrugge la casa di una famiglia di scimmie delle nevi. Volendo sistemare le cose, Kion e la Guardia cercano una nuova casa per le scimmie delle nevi. Tuttavia, le scimmie si spaventano alla vista di Anga per via delle sue dimensioni, così scappano e si ritrovano intrappolati, e Banga fa la loro stessa fine. Anga deve così salvarli, ma a causa dei suoi artigli, le scimmie delle nevi si spaventano e peggiorano la situazione, anche se lei riesce a mettere tutti in salvo, poi va a prendere dei tuliza per Kion, e il viaggio continua.
Canzone: " La Casa per noi", cantata dalle scimmie delle nevi.

## Il Fantasma della Montagna
Continuando a esplorare la montagna, Kion e la Guardia del Leone incontrano dei panda minori che credono Banga il prescelto e chiede a loro di proteggerli da un fantasma della montagna, che li aveva cacciati via dalla loro casa. Il fantasma si rivela poi essere una femmina di leopardo delle nevi, Chuluun, che Banga sconfigge usando la sua puzza, facendola indietreggiare e cadere. Chuluun si allea poi con Makucha per vendicarsi.
Canzone: " Il Fantasma della Montagna"; cantata dai panda rossi.

## La palude del mistero
La Guardia del Leone attraversa una palude, ma il gruppo viene attaccato da delle manguste, che fanno separare Ono e Makini dagli altri. Dopo una serie di attacchi da parte delle manguste, scoprono che sono arrabbiate perché Banga non la smette di mangiare le loro lumache. Quando però Makini, per aiutare Ono a uscire, urta un ramo d'albero, ci escono molte lumache, calmando le manguste, e la Guardia del Leone riparte.  
Canzone: "Qualsiasi cosa", cantata da Ono e Makini.

## L'isola dei draghi
La Guardia del Leone raggiunge una collina vicino all'oceano, trovando così una pietra moja kwa mojo, e Beshte fa amicizia con Lumba-Lumba, un delfino rosa, mentre Makini e Anga trovano dei fiori tuliza, con sollievo della giovane mandrilla, poiché la loro scorta era finita. Gli altri però vengono attaccati da Ora, un drago di Komodo, e perdendo il controllo del Ruggito, Kion finisce per far scomparire un ponte di sabbia e lasciando il gruppo bloccato su un'isola, poi, incerto, cede il comando a Fuli e tutti collaborano per riportare in mare Lumba-Lumba e sconfiggere i draghi di Komodo dopo aver trovato un'altra pietra moja kwa mojo.Umiliato dalla sconfitta, Ora si unisce a Makucha e Chuluun, cercando vendetta contro la Guardia del Leone.
Canzone:" Questo è il modo dei delfini". cantata da Lumba Lumba.

## Viaggio nei ricordi
Giunti a un fiume prosciugato nel deserto in cui Simba fu salvato da Timon e Pumbaa dopo la morte di Mufasa, la Guardia del Leone trova una pietra moja kwa mojo, e Makini si ricorda del viaggio che aveva percorso verso l'Albero della Vita con i suoi genitori, Kitendo e Fikiri, iniziando a dirottare il gruppo. Dopo aver raggiunto una montagna dalla forma di una testa di scimmia, trovano una seconda pietra moja kwa mojo, l'ottava in totale, ma il gruppo non vuole essere dirottato di nuovo, e Ono, individua la prossima pietra moja kwa mojo, con quattro fiori a forma di diamante, e devono attraversare il deserto. Dopo che una tempesta di sabbia fa sparire le tracce, Kion diventa sempre più frustrato, accusa Makini di averli portati qui per divertirsi, e non può mangiare i fiori tuliza perché coperti di sabbia. Dopo aver fatto rumore sulle dune di sabbia, la Guardia del Leone incontra il topo delle piramidi Tupp, che si arrabbia col gruppo per averlo disturbato, e dice che non può dormire di giorno, con il baccano che fanno. La Guardia decide di riposare e continuare di notte, poi incontrano Tupp e lui e Kion si perdonano a vicenda, per essersi comportato in modo maleducato e per averlo spaventato con il ruggito, rispettivamente, poi porta tutti presso dei fiori che assorbono acqua, permettendo a Makini di asciugare i tuliza e darli a Kion, quindi vedono quattro stelle a forma di diamante, che corrispondono alla nona pietra moja kwa mojo, così il giovane leone si scusa con lei per non averle creduto.
Canzone: " Non scordarti di guardare indietro", cantata da Kitendo e Fikiri.

## Una corsa per la Tuliza
Al limitare del deserto, il caldo sta rendendo Kion irritabile, e la scorta di tuliza è finita, così Anga e Fuli devono trovarne altri. Il gruppo raggiunge un mare molto salato che fa fluttuare Kion sull'acqua, e il leone adolescente si rilassa con il resto della Guardia, ma arrivano dei fenicotteri in migrazione e Makini deve coprirgli la faccia con delle foglie per evitare che veda chi lo disturba. Fuli si ritrova nel territorio di un ghepardo, Azaad, che la sfida ad una gara, con la promessa che se vince lei, la aiuterà a cercare i tuliza. I due ghepardi diventano amici dopo che Fuli salva Azaad dal cadere in un burrone nel tentare di prendere una scorciatoia, e riescono a trovare i tuliza. Intanto, Kion viene disturbato dai fenicotteri e sta per perdere la pazienza e usare il Ruggito in preda alla rabbia, ma viene fermato dal resto della Guardia, mentre Fuli e Azaad lo raggiungono con i tuliza, riuscendo così a calmarlo. Mentre la Guardia del Leone continua il viaggio, Azaad saluta la sua nuova amica. 
Canzone: " Flamingo Dance Party".

## Mama Binturong
In una foresta, Beshte ha fatto un nuovo amico, il tapiro Tenuk, ma ogni volta che dicono la parola tuliza qualcuno, compreso Tenuk, va nel panico. Mentre Kion sente dolore alla cicatrice, Makini lascia il suo bastone Bakora per cercare dei tuliza per lui, riuscendo a trovarli e glieli fa mangiare, ma scopre che il suo bastone è stato rubato. La Guardia incontra il gippone Seisou, che li conduce in una caverna e spiega che tutti si spaventano al sentire la parola tuliza per paura di dell'anziana Mama Binturong e dei suoi istrici, poiché è ossessionata dai tuliza a tal punto da rubarli agli altri animali. La Guardia del Leone raggiunge la Foresta di Pietra, nella quale solo Banga può passare, e il giovane tasso del miele affronta gli istrici di Mama Binturong e il loro leader, Smun, quindi scorreggia, si riprende il bastone Bakora e prende alcuni tuliza mentre gli altri iniziano ad appassire per la puzza. Mama Binturong nutre così rancore verso Banga per aver fatto appassire tutti i suoi tuliza e vuole vendicarsi. 
Canzone:"You Best Not Mess With Mama", cantata da Mama Binurong

## Amici fino all'ultimo
Non manca molto per arrivare all'Albero della Vita, e Kion vuole raggiungere il posto il prima possibile per curarsi, ma dopo una serie di peripezie, in una delle quali lui urta deliberatamente dei pavoni, si arrabbia con Beshte e lo accusa di rallentarlo aiutando altri animali o facendoci amicizia, dopo che l'ippopotamo fa amicizia con un leopardo nebuloso, Yun Mibu, e gli ringhia contro, spaventandolo. Banga ripensa alle parole di Rafiki prima dell'inizio del viaggio e diventa sempre più preoccupato che Kion possa diventare malvagio, soprattutto quando si scopre che i tuliza non funzionano più altrettanto bene come prima e il giovane leone rischia anche di aggredire Fuli. In preda alla vergogna per essersi comportato male con i suoi amici, Kion si allontana e pensa di chiedere consigli al nonno Mufasa, ma dopo essersi specchiato nell'acqua di uno stagno, si vergogna così tanto della sua cicatrice che decide di non rivolgergli più la parola per paura di affrontarlo, poiché così sembrerà come il malvagio prozio Scar, colui che diversi anni prima lo uccise senza che lui sospettasse di niente, e il malvagio leone ricompare nel riflesso per infestarlo. Kion lo scaccia e decide di tornare indietro per chiedere scusa ai suoi amici, ma scivola dal precipizio e rischia la morte, salvandosi a malapena solo aggrappandosi a un ramo con gli artigli. La Guardia del Leone arriva in suo soccorso, ma il passaggio è troppo basso e stretto per permettere ad Anga di raggiungerlo e Banga non può sporgersi abbastanza per afferrargli la zampa, così Beshte convince Yun Mibu a salvare Kion, che gli chiede scusa per avergli ringhiato contro e promette di non farlo più, ma il ramo cede e il leone adolescente usa il muro per darsi la spinta e salta, afferrando le zampe del leopardo nebuloso, poi viene portato in salvo da Anga. Dopo essere stato portato in salvo, Kion si scusa con i suoi amici per come si era comportato, venendo perdonato, e Fuli e Makini gli consigliano di riposarsi, così il giovane leone, che inizialmente esita, accetta e va a dormire su una roccia.
Canzone: " Amici per sempre", cantata da Bunga, Fuli, Besthe, Ono, Anga e Makini.

## L’albero della vita
Durante la sera, la Guardia del Leone raggiunge una foresta innevata, e Anga individua l'ultima pietra moja kwa moja sull'altra sponda di un lago ghiacciato presso un passo di montagna, ma il loro peso combinato rompe il ghiaccio e Makini, che viene portata in salvo, perde il Bastone Bakora con dentro i tuliza, ma fortunatamente il viaggio per raggiungere l'Albero della Vita è quasi finito. Vengono però visti da una civetta delle nevi, Ullu, che avverte il Night Pride, ovvero il Branco della notte, un branco di leoni asiatici il cui compito è proteggere l'Albero della Vita, composto da Rani, il capo del gruppo, il fratello minore Baliyo, il loro zio Surak e Nirmala, una leonessa specializzata come guaritrice. Banga, che vede un alveare e va a mangiare, finisce accidentalmente per far cadere delle rocce, bloccando la strada e rimanendo incastrato, mentre il Night Pride, fraintendendo la situazione, attacca il gruppo, così Kion perde la pazienza e usa il Ruggito su Baliyo e la Guardia del Leone appare per Rani come una minaccia, che si rifiuta di ascoltare le loro spiegazioni. In seguito torna all'Albero della Vita per parlare con la nonna paterna, la regina Janna, e quando le spiega del Ruggito lei dice che il ruggito è tornato e per convincerla ad accettare Kion e i suoi compagni, le dice sisi ni sawa. Rani, ancora non convinta, si allontana e parla con gli spiriti dei suoi genitori morti, che le consigliano di fidarsi dei consigli di sua nonna. Intanto, Kion, scoraggiato e pieno di sensi di colpa per aver rovinato tutto e trascinato i suoi amici in tutto ciò, si allontana, ma ritorna dopo aver capito di non essere solo lui ad aver bisogno di cure, e quando incontra di nuovo Rani, la convince almeno di portare Ono all'Albero della vita a causa dei danni agli occhi, e lei, toccata per la devozione del giovane straniero per i suoi amici, accetta di portarli tutti là, e Kion promette a Baliyo di non ruggirgli contro mai più.
Canzone: "Con i miei amici", cantata da Kion.

## Il fiume della pazienza
Arrivati all'Albero della Vita, Kion e la Guardia del Leone incontrano la regina Janna e dopo aver detto di essere stati mandati da Rafiki, le spiegano che Kion e Ono hanno bisogno di cure, e l'anziana leonessa dice che tra qualche giorno, sarà pronto un rimedio per curare la sua vista, ma per Kion ci sarebbero voluti tempo e pazienza, poiché è più che solo una cicatrice, così chiede a Nirmala di assisterlo nel processo di guarigione e a Makini di restare per continuare il suo addestramento per diventare Mjuzi reale, e le cede un vecchio Bastone Bakora. Nirmala porta Kion a Dirisha,il Fiume della Pazienza affidandogli il compito di aspettare un tronco, saltarci sopra e usarlo per raggiungere un fiore arancione sopra un pendio, poi gli dice che Askari, il primo capo della Guardia del Leone e suo antenato, scoprì il Ruggito degli Antenati alla Scarpata Cikha. Il giovane leone aspetta che arrivano i tronchi, ma sente dolore alla cicatrice e inizia a spazientirsi quando non arrivano, per poi fallire quando arrivano. Intanto, Rani sta portando la Guardia del Leone a visitare i dintorni dell'Albero della Vita, ma Ullu vede Makucha e i suoi scagnozzi e la avverte. Quando però Kion spiega che i predatori li avevano seguiti, lei si infuria e lo accusa ingiustamente di averli portati qui, ma Janna la rimprovera e dice a Kion di continuare il processo di guarigione prima di aiutare il Night Pride. Aspettando i tronchi, però, il giovane leone perde la pazienza e prova in un altro modo, senza successo, e deve riprovare domani, mentre i predatori, dopo essere stati scacciati, tramano un nuovo piano. Il giorno dopo, all'alba, Kion decide con determinazione di riprovare e supera la prova della pazienza con successo, ma dopo aver preso il fiore, scopre che Makucha, Chuluun e Ora stanno attaccando il Night Pride e torna indietro ad aiutarli, giungendo in loro aiuto dopo che Ora aveva morso Baliyo alla zampa, paralizzandolo, e seguendo i consigli di Nirmala e con l'aiuto della Guardia del Leone, riesce a costringere i cattivi alla fuga, completando il primo passo verso la guarigione. Intanto, Mama Binturong, piena di rancore verso Banga, si unisce a Makucha e i suoi scagnozzi.
Canzone: ""Benvenuti nell'Albero della Vita", cantata da Rani.

## La piccola vecchia Ginterbong/Nonna Ginterbong
Alcuni giorni dopo il rimedio per curare gli occhi di Ono è pronto, e Nirmala dice a Kion di usare una maschera di fango per guarire dal veleno della sua cicatrice, mentre Baliyo porta Banga a conoscere la sua amica Binga, una femmina di tasso del miele. I due fanno una grande serie di sfide per passare il tempo, e Binga ne esce sempre vincitrice, ma come risultato di questa esperienza, diventano buoni amici. Intanto, Mama Binturong nasconde la sua vera identità e si finge ferita per cercare di attaccare l'Albero della Vita, mentre Ono scopre che pur avendo la sua visuale ripristinata, non è più acuta come un tempo, ma nota che Mama Binturong, che in precedenza zoppicava, si era arrampicata su un albero e si era finta ferita, scoprendo il suo inganno, e Kion si complimenta con lui per aver scoperto il suo trucco. Bunga e Binga scorreggiano insieme e la puzza combinata costringe Mama Binturong a scappare.
Canzone: "Who is better than who" cantata da Banga e Binga

## Poa il distruttore
Dato che tutti i membri della Guardia del Leone sono occupati, Beshte esce per farsi nuovi amici e incontra l'orso polare Tangaaim, che gli insegna a tenersi sul ghiaccio, ma in seguito a ciò, il giovane ippopotamo finisce per causare danni e spaventare gli animali locali, che sentendolo canticchiare poa, in realtà il suo slogan, lo chiamano Poa il Distruttore. All'inizio Beshte non sa di essere lui Poa, ma quando lo scopre, diventa così triste che si allontana in un posto dove non potrà distruggere niente. Mentre Kion continua il processo di guarigione, Ono ha un'idea per chiarire il fraintendimento. Intanto, Beshte decide di mettere le cose e finisce per salvare la vita a Pinguino, il capo di un gruppo di pinguini, che spiega tutto agli altri animali, che lo soprannominano Poa il Salvatore. 
Canzone: " Poa il distruttore", cantata da Pinguino.

## Lunga vita alla regina
L'esercito di Makucha attacca la tigre Varya e i suoi tre cuccioli, ma la Guardia del Leone, insieme al Night Pride, li sconfiggono e li cacciano. Mentre Bunga si prende cura dei tigrotti, Rani si offre di aiutarla a trovare un posto per trasferirsi con i piccoli. Ullu tuttavia, chiama tutti e li porta dalla regina Janna, che sta per morire di vecchiaia, e affida a tutti i membri del branco i loro compiti: a Rani il ruolo di regina mentre Baliyo e Surak dovranno prendersi cura di lei. Janna offre quindi a Kion la possibilità di restare, poi muore pacificamente. Tutti piangono per la morte della regina, ma Rani ne risente di più, e Kion, sentendosi dispiaciuto per la sua nuova amica, la consola, piangendo assieme a lei, mentre la leonessa singhiozza sulla sua spalla. Durante il funerale di Janna, il giovane leone nota Rani isolata dagli altri e va a parlarle, scoprendo di avere molte cose in comune con lei: la saggezza dei rispettivi nonni paterni, una cicatrice (Rani ne ha una sulla zampa anteriore), conoscenze su Sisi ni sawa e iniziali insicurezze sui loro doveri, poiché lei non si sente sicura di essere una buona regina. Quando Kion parla del nonno Mufasa, le rivela che da quando ha avuto la cicatrice, ha smesso di parlargli e di chiedergli consigli per paura che lo vedesse come il suo assassino, Scar, ma Rani lo incoraggia a parlare con lui, credendo che lo potrebbe far stare meglio, e il giovane leone la ringrazia dicendole che come sua nonna, sa esattamente cosa dire. La giovane leonessa incontra Varya e accetta di far trasferire lei e i suoi cuccioli nella zona, poi scopre che Makini stava lavorando a dei disegni per Janna in modo che la nipote potesse accedere alla sua saggezza. Intanto, Kion, dopo molti mesi senza parlargli, decide finalmente di chiedere consiglio allo spirito di Mufasa, che ammette di essersi preoccupato che Kion si fosse dimenticato di lui, come fece Simba da adulto prima di tornare a casa, ma il leone adolescente gli spiega di aver smesso di rivolgergli la parola perché aveva paura di rinfacciarlo: infatti, a causa della sua cicatrice, iniziò a chiedersi se sarebbe diventato malvagio come Scar, preoccupazioni esacerbate da tutte le volte che durante il viaggio per raggiungere l'Albero della Vita, aveva perso il controllo del Ruggito o si era arrabbiato. Preoccupato, Mufasa lo consola, dicendogli che avrebbe potuto parlargli in qualunque momento e gli ricorda che sarebbe sempre stato al suo fianco non importa cosa, così Kion capisce che nonostante tutto ciò che ha passato, suo nonno gli vuole bene a prescindere dalla sua cicatrice, poi sentendosi meglio, lo ringrazia, promettendogli che non avrà mai più paura di affrontarlo, ed entrambi ammettono di aver sentito molto la mancanza dell'altro. Nel frattempo, Rani scopre che al tramonto ci sarà la sua cerimonia di incoronazione e torna all'Albero della Vita, poi Makini le unge la fronte con una vernice blu, lasciandole un simbolo e la giovane leonessa accetta il suo compito di regina.
Canzone:"Long Live the Queen" ("Lunga vita alla regina") cantata da Nirmala, Fuli e Anga e poi dal resto della Guardia del Leone, il Night Pride e gli animali dell'Albero della Vita

## Il lago della riflessione
Mesi dopo l'arrivo all'Albero della Vita, Kion è ora curato dal veleno, ma a causa della cicatrice sull'occhio, si sente insicuro di sé e sull'uso del Ruggito, causando anche problemi a Rani e al suo branco mentre scacciano Makucha e i suoi seguaci, così Nirmala lo porta a Pratibimba, il Lago del Riflesso, per l'ultima fase del suo processo di guarigione. Mentre Rani va a risolvere una disputa per del bambù, il resto della Guardia del Leone va a parlare con Kion e gli spiega che era stato un bravo leader anche senza il ruggito: quando lui, Banga, Fuli e Beshte erano ancora infanti, collaborarono per sconfiggere Janja, Cheezi e Chungu, che avevano rubato un uovo di airone, dal quale nacque Ono, mentre Anga osservò tutto dall'alto. Incoraggiato dai suoi amici, il giovane leone capì che la sua leadership fu sempre presente da quando era piccolo, e poi, riesce a guidare con successo la Guardia del Leone e il Night Pride per sconfiggere di nuovo Makucha e il suo gruppo. Il giorno dopo, all'alba, Kion parla con lo spirito del nonno Mufasa, e dopo aver detto di aver capito che la cicatrice non lo rende ciò che è, crede che non lo sia nemmeno il Ruggito, e pensando alle parole della Regina Janna, ossia che il Ruggito doveva tornare, capisce che lo deve restituire. Mufasa gli suggerisce quindi di andare alle Scarpate Cikha, e seguendo il consiglio del nonno, Kion incontra lo spirito del suo antenato Askari, che inizia ad insegnargli il potere nascosto del Ruggito, comprendendo che il suo discendente è pronto a lasciarlo andare.
Canzone: " Remember What Makes You You", cantata da Fuli e Anga.

## Il trionfo del ruggito
Dopo che Ullu si addormenta, Makucha e i suoi seguaci attaccano l'Albero della Vita, ma la Guardia del Leone riesce a sconfiggerli, e tutti sono impressionati dalla leadership di Kion, poiché Nirmala dice che il suo processo di guarigione è finito, ma Rani si preoccupa che ciò significhi che lui debba tornare a casa. Il giovane leone va alle Scarpate Cikha per continuare il suo addestramento con Askari, scoprendo nuovi poteri del Ruggito, come creare pilastri di pietra, far levitare e distruggere rocce, mentre Banga e Rani lo seguono per fargli visita. Nel frattempo, Makucha, e il suo esercito, ora arricchito, attaccano l'Albero della Vita e ci chiudono dentro il Night Pride. La Guardia del Leone viene avvertita da Ullu, e Kion salva il Night Pride e gli animali dell'Albero della Vita, sconfiggendo Makucha e i suoi seguaci definitivamente, con l'uso di nuovi poteri del Ruggito: emettere fulmini e creare dei tornado. Rani ringrazia il giovane leone e gli propone di restare con lei.
Canzone: "The Power of the Roar" ("Il potere del ruggito") cantata dallo spirito di Askari

## Viaggio nelle terre del branco
Indeciso se tornare a casa o restare all'Albero della Vita, Kion decide di parlare con lo spirito del nonno Mufasa, che gli consiglia di scegliere il percorso che è giusto per lui. Rani lo raggiunge, chiedendogli di restare come suo re, e i due giovani leoni confessano il loro amore per l'altro. Vengono però raggiunti da Jasiri, Janja e Azaad, che rivelano loro che Zira sta attaccando la famiglia reale delle Terre del Branco, e quest'ultimo li conduce a una scorciatoia. Con i nuovi poteri del Ruggito, Kion allarga il passaggio di un canyon, crea un tornado per portare tutti dall'altra parte e poi fa piovere sul letto di un fiume prosciugato. Arrivati alla Grande Muraglia di pietra, il giovane leone usa di nuovo il Ruggito, ma scopre che in realtà era una diga, che riesce a chiudere con l'aiuto dei suoi compagni, e arrivati dall'altra parte, scoprono di essere arrivati alle Terre di Nessuno, con la Rupe dei re visibile all'orizzonte.
Canzone: "Of the Same Pride" ("Dello stesso branco") cantata da Kion e Rani

## Ritorno nelle terre del branco/Il re
Alle Terre di Nessuno, Anga vede Kovu, il figlio di Zira, ormai adulto, sulla Rupe dei re, e la cosa preoccupa la Guardia del Leone, ma il gruppo (la Guardia, Azaad, le iene e gli alleati avvoltoi) viene attaccato dalla sorella di quest'ultimo, Vitani, e quattro leonesse misteriose, Shabaha, Kasi, Tazama e Imara, che si scoprono essere rispettivamente la più coraggiosa, la più veloce, quella con la vista più acuta e la più forte della nuova Guardia del Leone, creata da Vitani stessa in assenza di quella precedente, dopo la sconfitta di Zira. Si verifica uno scontro, ma Kiara, anche lei adulta, ferma le ostilità e chiarisce l'equivoco, e Kion (venuto quindi a sapere degli eventi de Il re leone II - Il regno di Simba, comprese le morti di Nuka e Zira) torna a casa dai genitori, poi spiega a Rafiki che Makini aveva deciso di restare all'Albero della Vita, e tutti si ricongiungono con le loro famiglie, Anga con Hadithi, Banga con Timon e Pumbaa, Ono con degli uccelli amici, Beshte con gli ippototami e gli elefanti e Fuli e Azaad con i babbuini. Quella notte, mentre lo spirito di Mufasa osserva orgogliosamente la famiglia reale, ovvero Simba, Nala, Kiara, Kovu e Kion, quest'ultimo nota le quattro stelle a forma di diamante che lo guidarono in precedenza, e dice a Kiara che vederla con Kovu gli ricorda di Rani, di cui è innamorato. La mattina dopo, Kion scopre che Vitani e le sue leonesse aveva occupato il covo della Guardia del Leone, e si sfidano a una serie di prove per vedere quale Guardia del Leone è migliore. Nel primo round, i più forti devono spingere una roccia con un elefante sopra, ma nonostante Beshte sia inizialmente in vantaggio grazie alla sua superiore forza, si scotta e deve fare una pausa, così perde contro Imara. Nel secondo round, una gara di corsa, Fuli affronta Kasi, che inizialmente la supera, ma si stanca troppo, e Fuli, con la sua velocità di ghepardo, la supera e vince. Nella terza sfida, quella della vista acuta, Anga e Tazama devono individuare Laini in una caverna. Anga non è capace di vedere bene al buio come Tazama, e viene sconfitta. Nella quarta prova, un percorso a ostacoli per raggiungere un baobab, Banga gareggia contro Shabaha e supera gli ostacoli senza esitazione, vincendo facilmente. Con le due squadre a pari punti, Vitani chiede a Kion di affrondarla al mashindano, ma il giovane leone, ripensando alle parole di Askari, rinuncia e passa a lei il ruolo di leader della Guardia del Leone, abdicando e sciogliendo così quella vecchia, poi mostra il Ruggito perfezionato, sollevando da terra l'intera Rupe dei re. Tutti gli abitanti delle Terre del Branco, compresa la famiglia reale, Rafiki, Timon e Pumbaa, le amiche di Kiara Tiifu e Zuri,le iene e quasi tutti gli altri personaggi apparsi nella serie vanno all'Albero della Vita, dove Kion accetta la proposta di Rani e la sposa. Makini gli lascia un segno sulla fronte, così Kion diventa ufficialmente re dell'Albero della Vita e delle province circostanti, e compagno di Rani, con la folla che festeggia, mentre gli spiriti di Mufasa, Janna e Askari li osservano orgogliosamente dal cielo.
Canzone: "Long Live The Queen and the King".